# Престо (филм)
Вижте пояснителната страница за други значения на Престо.
„Престо“ (на английски: Presto) е американски късометражен анимационен филм от 2008 г., прожектиран преди пълнометражния „УОЛ-И“. Филмът е със специалното участие на Статлър и Уолдорф от „Мъпетите“.